# Qatar Athletic Super Grand Prix 2009
Il Qatar Athletic Super Grand Prix 2009 è stata l'edizione 2009 del meeting di atletica leggera Qatar Athletic e si è svolta dalle ore 18:00 alle 21:00 UTC+3 dell'8 maggio 2009, al Qatar Sports Club Stadium di Doha, in Qatar. Il meeting è stato anche la prima tappa del Super Grand Prix e la quarta del IAAF World Athletics Tour 2009.

## Programma
Il meeting ha visto lo svolgimento di 18 specialità, 9 maschili e altrettante femminili (i 100 m anche con il turno di batteria). Oltre a queste, erano inserite in programma altre competizioni di velocità per ipovedenti e non vedenti, oltre ad altre competizioni promozionali.
| # | Orario | Specialità             |
| - | ------ | ---------------------- |
| 1 | 18:15  | Salto triplo           |
| 2 | 18:45  | Lancio del giavellotto |
| 3 | 19:15  | 800 m                  |
| 4 | 19:50  | 100 m                  |
| 5 | 20:05  | Getto del peso         |
| 6 | 20:10  | 1500 m                 |
| 7 | 20:25  | 110 m hs               |
| 8 | 20:35  | 3000 m siepi           |
| 9 | 21:00  | 3000 m                 |

| # | Orario | Specialità          |
| - | ------ | ------------------- |
| 1 | 18:00  | Lancio del martello |
| 2 | 18:20  | Salto con l'asta    |
| 3 | 19:00  | Salto in alto       |
| 4 | 19:05  | 100 m hs            |
| 5 | 19:25  | 1500 m              |
| 6 | 19.35  | 3000 m siepi        |
| 7 | 19:45  | Salto in lungo      |
| 8 | 20:00  | 100 m               |
| 9 | 20:50  | 400 m               |

## Risultati
Di seguito i primi tre classificati di ogni specialità.

### Uomini
| Specialità             | 1º classificato         | Prestazione | 2º classificato         | Prestazione | 3º classificato         | Prestazione |
| 100 m                  | Travis Padgett          | 10.00       | Michael Frater          | 10.15       | Marlon Devonish         | 10.19       |
| 800 m                  | Abubaker Kaki           | 1'43.09     | Asbel Kiprop            | 1'43.17     | Mohammed Al-Salhi       | 1'43.66     |
| 1500 m                 | Augustine Kiprono Choge | 3'30.88     | Haron Keitany           | 3'30.90     | Deresse Mekonnen        | 3'33.28     |
| 3000 m                 | Eliud Kipchoge          | 7'28.37     | Thomas Pkemei Longosiwa | 7'30.09     | Edwin Cheruiyot Soi     | 7'31.50     |
| 3000 m siepi           | Ezekiel Kemboi          | 7'58.85     | Paul Kipsiele Koech     | 8'01.72     | Brimin Kiprop Kipruto   | 8'08.71     |
| 110 m hs               | David Oliver            | 13.09       | Antwon Hicks            | 13.24       | Andrew Turner           | 13.31       |
| Salto triplo           | Julien Kapek            | 16.64 m     | Leevan Sands            | 16.59 m     | Charles Michael Friedek | 16.59 m     |
| Getto del peso         | Reese Hoffa             | 21.64 m     | Tomasz Majewski         | 21.22 m     | Sultan Alhabashi        | 21.13 m     |
| Lancio del giavellotto | Andreas Thorkildsen     | 83.39 m     | Eriks Rags              | 82.23 m     | Sergey Makarov          | 80.63 m     |

### Donne
| Specialità          | 1ª classificata         | Prestazione | 2ª classificata     | Prestazione | 3ª classificata                      | Prestazione |
| 100 m               | Kerron Stewart          | 10.93       | Stephanie Durst     | 11.15       | Sheri-Ann Brooks                     | 11.20       |
| 400 m               | Allyson Felix           | 50.75       | Amantle Montsho     | 51.08       | Shericka Williams                    | 51.08       |
| 1500 m              | Gelete Burka            | 4'06.67     | Vivian Cheruiyot    | 4'07.41     | Btissam Lakhouad                     | 4'08.94     |
| 3000 m siepi        | Ruth Bisibori Nyangau   | 9'32.68     | Zemzem Ahmed        | 9'33.74     | Sofia Assefa                         | 9'37.96     |
| 100 m hs            | Priscilla Lopes-Schliep | 12.52       | Damu Cherry         | 12.72       | Danielle Carruthers                  | 12.73       |
| Salto in alto       | Blanka Vlašić           | 2.05 m      | Vita Palamar        | 1.95 m      | Ruth Beitia                          | 1.92 m      |
| Salto con l'asta    | Silke Spiegelburg       | 4.55 m      | Yuliya Golubchikova | 4.55 m      | Carolin Hingst Aleksandra Kiryashova | 4.45 m      |
| Salto in lungo      | Brittney Reese          | 6.99 m      | Funmi Jimoh         | 6.96 m      | Maurren Higa Maggi                   | 6.90 m      |
| Lancio del martello | Anita Włodarczyk        | 73.68 m     | Martina Hrasnová    | 71.68 m     | Sultana Frizell                      | 69.86 m     |